# Muslići, Bihać
Muslići so naselje v občini Bihać, Bosna in Hercegovina. 

## Deli naselja
Muslići.

## Prebivalstvo
| Pregled števila prebivalcev po letih | Pregled števila prebivalcev po letih | Pregled števila prebivalcev po letih | Pregled števila prebivalcev po letih | Pregled števila prebivalcev po letih | Pregled števila prebivalcev po letih |
| ------------------------------------ | ------------------------------------ | ------------------------------------ | ------------------------------------ | ------------------------------------ | ------------------------------------ |
| 1948                                 | 1953                                 | 1961                                 | 1971                                 | 1981                                 | 1991                                 |
| -                                    | -                                    | -                                    | 428                                  | 481                                  | 500                                  |

| Narodna sestava prebivalstva po letih                                                                                        | Narodna sestava prebivalstva po letih                                                                                        | Narodna sestava prebivalstva po letih                                                                                        |
| --- | --- | --- |
| 1971 | 1981 | 1991 |
| . skupaj: 428 Muslimani 333 (77,80 %) Srbi 94 (21,96 %) Hrvati 0 (0,00 %) Jugoslovani 0 (0,00 %) drugi in neznano 1 (0,23 %) | . skupaj: 481 Muslimani 407 (84,61 %) Srbi 66 (13,72 %) Hrvati 2 (0,41 %) Jugoslovani 4 (0,83 %) drugi in neznano 2 (0,41 %) | . skupaj: 500 Muslimani 418 (83,60 %) Srbi 71 (14,20 %) Hrvati 3 (0,60 %) Jugoslovani 5 (1,00 %) drugi in neznano 3 (0,60 %) |